# Parlamento Esloveno
El Parlamento Esloveno (en esloveno Parlament Slovenije) es el órgano legislativo de Eslovenia.
Tiene dos cámaras, la Asamblea Nacional (Državni zbor) y el Consejo Nacional (Državni svet). Ambos cuerpos se reúnen en el Edificio de la Asamblea Nacional.
Es un ejemplo de bicameralismo asimétrico, ya que la Asamblea Nacional es la que tiene la mayor parte de las iniciativas legales y puede discutir todos los proyectos de ley, mientras que el Consejo Nacional sólo puede discutir de algunos temas establecidos en la Constitución de ese país.

## Asamblea Nacional

Composición de la Asamblea Nacional de Eslovenia tras las elecciones generales de 2022

La Asamblea Nacional de Eslovenia (Državni zbor) es la cámara baja del parlamento de la República de Eslovenia. Tiene 90 miembros, elegidos para un mandato cuatro años, 88 de ellos por el sistema de representación proporcional mixta y 2 miembros elegidos por las minorías étnicas (italianos y húngaros) por el Método Borda, que tienen derecho de veto absoluto en lo referente a sus grupos étnicos.

## Consejo Nacional
El Consejo Nacional (en esloveno Državni svet) es el representante constitucional de los grupos de interés social, económico, profesional y local de Eslovenia. Se le puede considerar como la cámara alta del parlamento esloveno.